# Discografia di Shablo
La discografia di Shablo, disc jockey e produttore discografico italo-argentino, è costituita da quattro album in studio e venti singoli (inclusi quelli come artista ospite), pubblicati dal 2008.

## Album in studio
| Anno                                                         | Titolo | Classifiche |
| Anno                                                         | Titolo | ITA         |
| ------------------------------------------------------------ | --- | ----------- |
| 2008                                                         | The Second Feeling - Pubblicato: 21 maggio 2008 - Etichetta: Barely Legal Records - Formati: CD, download digitale              | —           |
| 2011                                                         | Thori & Rocce (con Don Joe) - Pubblicato: 14 giugno 2011 - Etichetta: Universal - Formati: CD, download digitale, LP, streaming | 6           |
| 2016                                                         | Mate y espíritu - Pubblicato: 22 gennaio 2016 - Etichetta: Avantguardia - Formati: CD, download digitale, LP, streaming         | —           |
| 2025                                                         | Manifesto - Pubblicato: 4 luglio 2025 - Etichetta: Island, Oyster Music - Formati: CD, download digitale, LP, MC, streaming     | 28          |
| "—" indica una pubblicazione non classificata in quel paese. | |             |

## Singoli

### Come artista principale
| Anno                                                         | Titolo | Classifiche | Classifiche | Certificazioni     | Album di provenienza |
| Anno                                                         | Titolo | ITA         | SWI         | Certificazioni     | Album di provenienza |
| ------------------------------------------------------------ | --- | ----------- | ----------- | ------------------ | -------------------- |
| 2011                                                         | Le leggende non muoiono mai (con Don Joe feat. Fabri Fibra, Jake La Furia, Noyz Narcos, Marracash, Gué Pequeno, J-Ax e Francesco Sarcina) | 68          | —           |                    | Thori & Rocce        |
| 2011                                                         | L'ultimo giorno che ho (con Don Joe feat. Marracash e Deleterio)                                                                          | —           | —           |                    | Thori & Rocce        |
| 2019                                                         | Non ci sto (con Marracash e Carl Brave)                                                                                                   | 7           | —           | - ITA: Platino     | /                    |
| 2020                                                         | Kriminal (feat. Gemitaiz, Samurai Jay e Guè)                                                                                              | 22          | —           |                    | /                    |
| 2020                                                         | Pimper's Paradise (con Tommy Dali) | —           | —           |                    | /                    |
| 2020                                                         | M' manc (feat. Geolier e Sfera Ebbasta)                                                                                                   | 1           | —           | - ITA: Platino (6) | /                    |
| 2021                                                         | Too Old to Die Young (con Guè) | —           | —           |                    | /                    |
| 2021                                                         | Luna piena (con Rkomi e Irama) | 12          | —           | - ITA: Platino (5) | Taxi Driver          |
| 2022                                                         | Cuore (con Coez e Geolier) | 88          | —           |                    | /                    |
| 2024                                                         | Cold (con Joshua) | —           | —           |                    | /                    |
| 2024                                                         | Lose Control (con Ste) | —           | —           |                    | /                    |
| 2024                                                         | Hope (feat. Izi e Joshua) | 90          | —           |                    | /                    |
| 2025                                                         | La mia parola (feat. Joshua, Guè e Tormento)                                                                                              | 7           | 96          | - ITA: Oro         | Manifesto            |
| 2025                                                         | Gelido (feat. Joshua, Tormento e Mimì) | —           | —           |                    | Manifesto            |
| 2025                                                         | Spirito libero (feat. Joshua, Guè e Tormento)                                                                                             | —           | —           |                    | Manifesto            |
| "—" indica una pubblicazione non classificata in quel paese. | |             |             |                    |                      |

### Come artista ospite
| Anno                                                         | Titolo                                                            | Classifiche | Certificazioni     | Album di provenienza |
| Anno                                                         | Titolo                                                            | ITA         | Certificazioni     | Album di provenienza |
| ------------------------------------------------------------ | ----------------------------------------------------------------- | ----------- | ------------------ | -------------------- |
| 2020                                                         | Three Little Birds (Elisa feat. Shablo)                           | —           |                    | /                    |
| 2020                                                         | 25 ore (Guè feat. Ernia e Shablo)                                 | 64          | - ITA: Oro         | Mr. Fini             |
| 2021                                                         | Je ne sais pas (Lous and the Yakuza feat. Sfera Ebbasta e Shablo) | 3           | - ITA: Oro         | /                    |
| 2021                                                         | Ti amo, ti odio (Roshelle feat. Guè, Mecna e Shablo)              | —           |                    | /                    |
| 2023                                                         | Hollywood (con Irama e Rkomi)                                     | 17          | - ITA: Platino (2) | No Stress            |
| "—" indica una pubblicazione non classificata in quel paese. |                                                                   |             |                    |                      |

## Altri brani entrati in classifica
| Anno | Titolo                                                 | Classifiche | Album di provenienza |
| Anno | Titolo                                                 | ITA         | Album di provenienza |
| ---- | ------------------------------------------------------ | ----------- | -------------------- |
| 2025 | Mille problemi (Shablo feat. Irama, Joshua e Tormento) | 83          | Manifesto            |

## Produzioni principali
- 2001 – 5º Dan – Inoki
- 2004 – PMC VS Club Dogo - The Official Mixtape – Porzione Massiccia Crew e Club Dogo
- 2005 – Fabiano detto Inoki – Inoki
- 2005 – Roccia Music I – Marracash, Dogo Gang e affiliati
- 2006 – The Newkingztape Vol. 1 – Inoki
- 2006 – Penna capitale – Club Dogo
- 2006 – Reloaded - Lo spettacolo è finito Pt. 2 – Rischio
- 2006 –  You Don't Know What Love Is Remix – Dinah Washington
- 2007 – Karma – Kaos
- 2009 – Estremo – Jesto
- 2009 – Have Mercy on Me – Dankery Harv & Shablo
- 2010 – Immobile – Shablo feat. Guè, Ricardo Phillips, Caneda, Dankerey Harv
- 2011 – Il ragazzo d'oro – Guè
- 2011 – Meglio prima (?) – J-Ax
- 2011 – Roccia Music II – Marracash
- 2011 – I.E.N.A. – Clementino
- 2012 – Non è gratis – Rapstar
- 2012 – Detto, fatto. Gemitaiz e MadMan
- 2013 – Midnite – Salmo
- 2013 – Monster – Noyz Narcos
- 2013 – Stecca – Moreno
- 2013 – Blue Magic – Giaime
- 2013 – Mea culpa – Clementino
- 2013 – Genesi – AA.VV.
- 2014 – Niente di personale – Fabri Fibra
- 2015 – Miracolo! – Clementino
- 2015 – Status – Marracash
- 2016 – Fenice – Izi
- 2016 – Dasein Sollen – Rkomi
- 2017 – Pizzicato – Izi
- 2017 – Fenomeno – Fabri Fibra
- 2017 – Io in terra – Rkomi
- 2017 – Gentleman – Guè
- 2018 – Ossigeno - EP – Rkomi
- 2018 – Porcellana Remix – Noemi
- 2018 – Sinatra – Guè
- 2019 – Dove gli occhi non arrivano – Rkomi
- 2019 – Twerking Queen – Elettra Lamborghini
- 2021 – Luna piena – Rkomi feat. Irama
- 2021 – Taxi Driver (MTV Unplugged) – Rkomi
- 2021 – Quanto ti vorrei – Chiello
- 2022 – Scatola (singolo) – Laura Pausini
- 2022 – Il giorno in cui ho smesso di pensare – Irama